# Veinte de Noviembre, Papantla
Veinte de Noviembre är en ort i Mexiko.   Den ligger i kommunen Papantla och delstaten Veracruz, i den sydöstra delen av landet, 210 km öster om huvudstaden Mexico City. Veinte de Noviembre ligger 107 meter över havet och antalet invånare är 263.
Terrängen runt Veinte de Noviembre är varierad. Runt Veinte de Noviembre är det ganska tätbefolkat, med 104 invånare per kvadratkilometer. Närmaste större samhälle är San José Acateno, 11,1 km sydost om Veinte de Noviembre. Omgivningarna runt Veinte de Noviembre är en mosaik av jordbruksmark och naturlig växtlighet.